# Geldrop-Mierlo

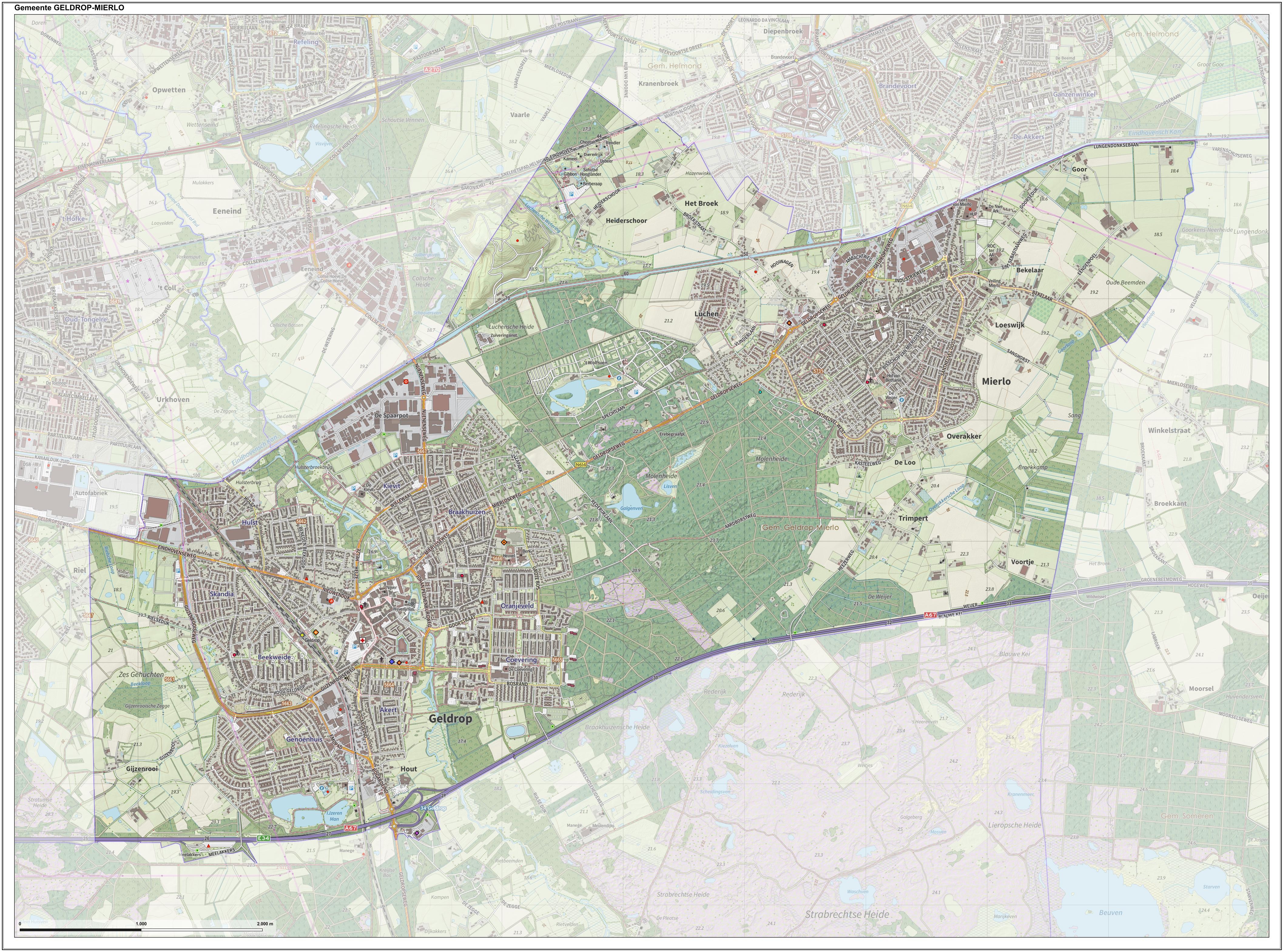
Topografische gemeentekaart van Geldrop-Mierlo, september 2022

Geldrop-Mierlo (uitspraakⓘ) is een gemeente in de Nederlandse provincie Noord-Brabanten bestaat uit de plaatsen, tevens voormalige gemeenten, Geldrop en Mierlo.
De gemeente telt 40.736 inwoners (1 januari 2024, bron: CBS). De gemeente heeft een oppervlakte van 31,39 km² en maakt deel uit van de Metropoolregio Eindhoven (MRE). Buurgemeenten zijn: Nuenen, Gerwen en Nederwetten, Helmond, Someren, Heeze-Leende en Eindhoven.

## Geografie

### Stedenbouwkundige ontwikkeling
De gemeente kent een gemêleerde indeling. Met circa dertigduizend inwoners, hoogbouw en interlokale voorzieningen als een autonoom ziekenhuis en een basisteam-hoofdbureau typeert Geldrop zich als (middelkleine) stad. Door de grote steden Eindhoven en Helmond komt Geldrop als stad relatief klein over en zou de archaïsch term vlek of Engelstalige term town vanuit dat perspectief ook goed passen. 
Het huidige Geldrop is gevormd uit dorpskernen van het vroegere Geldrop en Hoog Geldrop. Tot in de jaren 1970 waren deze dorpen fysiek grotendeels van elkaar gescheiden. In de periode 1970-2010 zijn door grote woningbouwprojecten de dorpen en gehuchten van de voormalige gemeente Zesgehuchten aan grotendeels aan elkaar gegroeid. Buiten het verstedelijkte gedeelte van Geldrop is enkel Gijzenrooi nog als buurtschap te herkennen.
Mierlo is in dezelfde periode ook substantieel gegroeid. Voor de jaren 1970 was Mierlo een klein dorp met daarbuiten een tal van buurtschappen. In de daarin meer een dorp en kent verscheidene buurtschappen. Door de woningbouw zijn een aantal buurtschappen binnen wijken komen te liggen.  't Broek, Goor, Heiderschoor, Overakker, Trimpert en Voortje liggen in het buitengebied en vormen daarmee de buurtschappen van Mierlo. Buiten deze kernen vallen onder de woonplaats Mierlo ook een vakantiepark en een gedeelte van de Gulbergen.

### Natuurgebieden
- Coeveringse Heide
- Gijzenrooise Zegge
- Goorse Zeggen
- Groote Heide
- Hulsterbroek
- Molenheide
- Sang en Goorkens
- Strabrechtse Heide

## Geschiedenis

### Jaren 2000
- Geldrop-Mierlo is op 1 januari 2004 ontstaan uit een fusie van de voormalige gemeenten Geldrop en Mierlo.

### Jaren 2010
- In de middag van 2 juli 2010 ontstond rond 14:00 op de Strabrechtse heide een natuurbrand. Deze breidde zich uit tot een zeer grote brand waarbij werd opgeschaald naar GRIP 4 en bijstand van onder andere zes andere veiligheidsregio's en defensie is gevraagd. Door de zeer snelle uitbreiding en de windrichting bestond enige tijd het gevaar dat de brand de A67 zou oversteken en werden er zeven woningen in Mierlo ontruimd en voorbereid op verdere evacuatie van delen van Mierlo. Op 6 juli om 16:00 werd het sein brand meester gegeven.[5][6]

## Politiek en Bestuur

### College van burgemeester en wethouders
Het college van burgemeester en wethouders wordt gevormd door Democratische Groepering Geldrop (DGG), CDA, en Dorpspartij Mierlo (DPM).

##### Samenstelling en portefeuilleverdeling[7]
Burgemeester:
- Jos van Bree (VVD): Openbare Orde en Veiligheid, Handhaving, Bestuurlijke samenwerking, Dienstverlening, Juridische zaken, Communicatie en representatie, Personeel en organisatie, Informatieveiligheid.

Wethouders:
- Frans Stravers (DGG): Loco-burgemeester, Economie, Recreatie en toerisme, Informatisering en automatisering, Digitalisering, Archiefbeheer, Duurzaamheid, Natuur en milieu, Wijkontwikkeling, Gebiedsgericht werken, Accommodatiebeleid, Onderwijs.
- Godfried van Gestel (CDA): Ruimtelijke ordening, Wonen, Omgevingswet, Gemeentelijk vastgoed, Gemeentelijk grondbedrijf.
- Hans van Laar (DPM): Mobiliteit, Financiën, Inkoop en aanbesteding, Gulbergen, CEO beheer, Openbare ruimte, Afval, Bosbeleid, Speelvoorzieningen.
- Peter Looijmans (DGG): Werk en inkomen, Armoedebeleid, Kunst, Cultuur, Oudheidkunde, Monumenten, Dierenwelzijn, Sport en bewegen, Inburgering.
- Mathil Sanders-de Jonge (CDA): WMO, Jeugdbeleid, Inclusie, Welzijn, Zorg.

Gemeentesecretaris:
- Nick Scheltens

##### Ontwikkelingen
- In mei 2018 werd het coalitieakkoord tussen CDA, DGG, DPM en GroenLinks gepresenteerd.
- Op 4 juni werd het nieuwe college van B&W beëdigd.[8]
- Op 11 maart 2019 trad burgemeester Berry Link (CDA) af na relationele problemen. De problemen uitte zich onder meer in een kortdurende vermissing van de burgemeester. Eerder ontving Link al een "gele kaart" van de gemeenteraad na een vermeende integriteitskwestie.[9]
- Op 8 april 2019 werd Désirée Schmalschläger (GroenLinks) benoemd tot waarnemend burgemeester.[10]
- Per 2 september 2019 trad burgemeester Schmalschläger af door een benoeming tot burgemeester van gemeente Leudal. Er werd gekozen om geen nieuwe waarnemend burgemeester te benoemen, omdat er enkele maanden later een burgemeester zou worden benoemd. Loco-burgemeester Jeucken nam tot die tijd de honneurs waar.[11][12]
- Op 28 november 2019 werd Jos van Bree (VVD) benoemd tot burgemeester.[13]
- Begin september 2020 stapte GroenLinks uit de coalitie. De partij verklaarde zich niet op waarde geschat te voelen de door de coalitiegenoten. Door de terugtrekking stond de positie van GroenLinks-wethouder Van Otterdijk ter discussie. Hij kon echter, met goedkeuring van de gemeenteraad, door als onafhankelijk wethouder. De coalitie behield haar meerderheid met 13 van de 25 zetels.[14]

### Gemeenteraad
De gemeenteraad van Geldrop-Mierlo bestaat uit 27 zetels. Hieronder behaalde zetels per partij bij de gemeenteraadsverkiezingen sinds de herindelingsverkiezingen in 2003:
| Democratische Groepering Geldrop                         | 5  | 6  | 4      | 6      | 5      | 6      |
| CDA                                                      | 6  | 5  | 4      | 4      | 5      | 5      |
| Dorpspartij Mierlo                                       | 3  | 3  | 3      | 3      | 3      | 4      |
| PvdA                                                     | -  | -  | -      | 1      | 1      | 3      |
| GroenLinks                                               | -  | -  | -      | 2      | 3      | 3      |
| D66                                                      | -  | -  | 2      | 3      | 2      | 2      |
| VVD                                                      | 2  | 2  | 3      | 3      | 4      | 2      |
| SAMEN Geldrop-Mierlo                                     | -  | -  | -      | -      | 2      | 2      |
| SP                                                       | -  | -  | 1      | 3      | -      | -      |
| GroenLinks-PvdA                                          | 4  | 5  | 4      | -      | -      | -      |
| Onafhankelijk Geldrop-Mierlo (tot 2010: Geldrops Belang) | 2  | 2  | 4      | -      | -      | -      |
| Verenigd Geldrop Mierlo                                  | 3  | 2  | -      | -      | -      | -      |
| Totaal                                                   | 25 | 25 | 25     | 25     | 25     | 27     |
| Opkomst                                                  |    |    | 49,25% | 50,07% | 51,79% | 48,76% |

## Ereburgers
| Toekenning              | Persoon | Verdiensten                                            |
| ----------------------- | ------- | ------------------------------------------------------ |
| 1980 (Gemeente Geldrop) |         | jurist, premier van Nederland (1977-1982) en diplomaat |

## Sport
- Gymnastiekvereniging Uno-Animo
- Voetbalvereniging Geldrop
- Voetbalvereniging Mifano
- Basketball club E.B.C.G
- Tennisvereniging G.L.T.V. De Mast
- Hockey Geldrop
- Tafeltennisvereniging Unicum
- Voetbalvereniging Braakhuizen
- Tennisvereniging MTV
- Schaakvereniging Mierlo-Geldrop
- Tourclub Mierlo
- HC Mierlo
- Badmintonclub Geldrop (BC Geldrop)
- Badmintonvereniging BV Mierlo '76
- Handboogvereniging St. Jozef Doelen
- Lopersgroep Mierlo
- Tafeltennisvereniging MTTV`72
- Zwemvereniging Thalassa

## Aangrenzende gemeenten
| Aangrenzende gemeenten | Aangrenzende gemeenten | Aangrenzende gemeenten | Aangrenzende gemeenten | Aangrenzende gemeenten |
| ---------------------- | ---------------------- | ---------------------- | ---------------------- | ---------------------- |
|                        |                        | Nuenen c.a.            |                        | Helmond                |
|                        |                        |                        |                        |                        |
| Eindhoven              | Someren                |                        |                        |                        |
|                        |                        |                        |                        |                        |
|                        |                        | Heeze-Leende           |                        | Someren                |

## Monumenten
In de gemeente zijn er een aantal rijksmonumenten, gemeentelijke monumenten, en oorlogsmonumenten, zie:
- Lijst van rijksmonumenten in Geldrop-Mierlo
- Lijst van gemeentelijke monumenten in Geldrop-Mierlo
- Lijst van oorlogsmonumenten in Geldrop-Mierlo

## Kunst in de openbare ruimte
In de gemeente Geldrop-Mierlo zijn diverse beelden, sculpturen en objecten geplaatst in de openbare ruimte, zie:
- Lijst van beelden in Geldrop-Mierlo

## Partnerstad
Sinds de jaren negentig onderhield Mierlo een stedenband met het Tsjechische Dobříš. Deze samenwerking liep door in de nieuwe gemeente, maar werd in 2010 door Geldrop-Mierlo beëindigd.
Dorpen: Geldrop · Hoog Geldrop · Mierlo 

Buurtschappen: Bekelaar · 't Broek · De Loo · Genoenhuis · Goor . Gijzenrooi · Heiderschoor · Hout · Hulst · Loeswijk · Luchen · Overakker · Trimpert · Voortje

Wijken van Geldrop: Akert · Braakhuizen-Noord · Braakhuizen-Zuid · Centrum · Coevering · Gijzenrooi · Skandia 

Noord-Brabant: Steden en dorpen      Nederland: Provincies · Gemeenten
Alphen-Chaam · Altena · Asten · Baarle-Nassau · Bergeijk · Bergen op Zoom · Bernheze · Best · Bladel · Boekel · Boxtel · Breda · Cranendonck · Deurne · Dongen · Drimmelen · Eersel · Eindhoven · Etten-Leur · Geertruidenberg · Geldrop-Mierlo · Gemert-Bakel · Gilze en Rijen · Goirle · Halderberge · Heeze-Leende · Helmond · 's-Hertogenbosch · Heusden · Hilvarenbeek · Laarbeek · Land van Cuijk · Loon op Zand · Maashorst · Meierijstad · Moerdijk · Nuenen, Gerwen en Nederwetten · Oirschot · Oisterwijk · Oosterhout · Oss · Reusel-De Mierden · Roosendaal · Rucphen · Sint-Michielsgestel · Someren · Son en Breugel · Steenbergen · Tilburg · Valkenswaard · Veldhoven · Vught · Waalre · Waalwijk · Woensdrecht · Zundert

Steden en dorpen · Voormalige gemeenten · Nederland: Provincies · Gemeenten